# Precipice-Nationalpark
Der Precipice-Nationalpark (englisch: Precipice National Park) ist ein 104 Quadratkilometer großer Nationalpark in Queensland, Australien. Der Name leitet sich von dem englischen Wort Precipice ab, was so viel wie Abgrund oder Klippe bedeutet.

## Lage
Der Park befindet sich in der Region Darling Downs etwa 380 Kilometer nordwestlich von Brisbane und 200 Kilometer südöstlich von Gladstone. Die nächstgelegene Stadt ist Taroom; von hier erreicht man den Park über den Leichhardt Highway, der in Richtung des weiter im Norden gelegenen Theodore führt. Auf etwa halbem Weg passiert man den rund zehn Kilometer östlich des Highways gelegenen Nationalpark. Einige landwirtschaftlich genutzte Wege führen in die Nähe des Parks. Dort gibt es allerdings keine Besuchereinrichtungen.

## Landesnatur
Ähnlich wie der nahe gelegene Isla-Gorge-Nationalpark liegt der Precipice-Nationalpark im Sandsteingürtel des zentralen Queensland. Die 82.000 Quadratkilometer große Fläche entstand im Jura vor etwa 190 Millionen Jahren. Zu dieser Zeit bildete das Gebiet den Grund eines breiten Flusses, der hier Sand und Lehm ablagerte. Durch Hebung und die damit einhergehende Erosion wurden zahlreiche Täler, Klippen, Monolithe und Schluchten geformt. Der nordwestlich Rand liegt auf einer Höhe von 390 Metern, der Südosten am Ufer des Dawson River auf 165 Metern Höhe.

## Flora und Fauna
Der Park befindet sich in der Bioregion Brigalow Belt South, die nach dem Brigalow (Acacia harpophylla) benannt ist, ein bis zu 25 Meter hoher Akazienbaum. Er war vor der Ankunft der Europäer im zentralen Hochland weit verbreitet. Nur etwa zwei Prozent des Bestands sind innerhalb von Schutzgebieten in ihrem ursprünglichen Zustand erhalten geblieben.
Die besondere Lage zwischen dem ariden, von Mulga oder Brigalow dominierten Landesinneren und dem feuchteren, hauptsächlich von Eukalypten besiedelten Küstenstreifen macht die Vegetation im Park vielfältig und bietet zahlreichen verschiedenen Tierarten eine Heimat.
Im Nationalpark kommen die gefährdeten Strophurus taenicauda, eine Geckoart, und Paradelma orientalis aus der Klasse der Flossenfüße vor. Außerdem gibt es dort den Regenbogenspint (Merops ornatus) und Carlia vivax, einen Skink.